# São Gabriel da Cachoeira
São Gabriel da Cachoeira (amtlich Município de São Gabriel da Cachoeira; deutsch etwa St. Gabriel vom Wasserfall) ist eine Gemeinde im Nordwesten des brasilianischen Bundesstaates Amazonas, 852 km von der Landeshauptstadt Manaus entfernt. Sie grenzt an Kolumbien und Venezuela. Ein großer Teil des Gemeindegebietes gehört zum Nationalpark "Pico da Neblina" sowie zu Reservaten der indigenen Bevölkerung Brasiliens. Die Gemeinde ist katholischer Bischofssitz.
Nach dem Aussehen der Gemeinde auf der Karte wird sie auch Cabeça do Cachorro (Hundekopf) genannt.
Als eine der größten Kommunen des Landes mit einer Fläche von 109.185 km² – größer als Österreich – macht São Gabriel da Cachoeira etwa 1,3 % des brasilianischen Territoriums aus. Vom Flughafen São Gabriel de Cachoeira werden regelmäßige Flüge nach Manaus angeboten.

## Demografie
São Gabriel da Cachoeira ist die Gemeinde mit dem größten Anteil indigener Bevölkerung in Brasilien, neun von zehn Einwohnern sind Indigene. Sie gehören verschiedenen indigenen Stämmen, unter anderem den Arapaço, Baniwa, Barasana, Baré, Desana, Hupda, Karapanã, Kubeo, Kuripako, Makuna, Miriti-tapuya, Nadob, Pira-tapuya, Siriano, Tariano, Tukano, Tuyuka, Wanana, Werekena und Yanomami, an. Das macht São Gabriel da Cachoeira auch zur Gemeinde mit der größten Anzahl verschiedener indigener Ethnien in Brasilien.
Sie leben in mehr als 400 kleinen indigenen Gemeinschaften, die sich auf die Viertel des Dorfes Iauaretê, wo sich der Verwaltungssitz befindet, sowie entlang der Flüsse, die das Gebiet durchfließen, darunter der Río Vaupés und der Rio Negro verteilen.
Auch wurde hier zum ersten Mal in Brasilien 2008 ein indigener Bürgermeister gewählt: Pedro Garcia, ein Tariano.
In den 1990er-Jahren betrug das jährliche Bevölkerungswachstum etwa 40 %. Das IBGE schätzte die Bevölkerungszahl 2009 auf 41.885.
Hauptsächlich wird Subsistenzwirtschaft betrieben, insbesondere der Anbau von Maniok, Bananen, Ananas, Avocados, Süßkartoffeln und Zitronen.

## Amtssprachen
In einem präzedenzlosen Fall wurden in São Gabriel da Cachoeira 2002 neben dem Portugiesischen auch die von der Bevölkerung mehrheitlich gesprochenen indigenen Sprachen Nheengatu, Tucano und Baniwa als Amtssprachen anerkannt. Die Erfahrungen der Gemeinde mit dieser Mehrsprachigkeit haben sich bereits andere Gemeinden in Brasilien zum Vorbild genommen.

## Militär
Die Gemeinde wird auf Grund ihrer strategischen Lage als "Gebiet der nationalen Sicherheit" eingestuft. In ihrem Gebiet liegt ein ehemaliges Fort, heute sind in São Gabriel die Zweite Dschungelinfanterie-Brigade und das Fünfte Battalion der Dschungelinfanterie des brasilianischen Heeres stationiert. Ebenso haben die 21. Companhia de Engenharia de Construção sowie eine Abteilung der Luftraumüberwachung hier ihrem Sitz.

## Geschichte
Das Dorf und Fort von São Gabriel da Cachoeira wurden 1761 vom portugiesischen Hauptmann José da Silva Delgado gegründet. Der rechtliche Status wechselte verschiedentlich, 1991 wurde die 100-Jahr-Feier der politischen Selbstständigkeit begangen.
Von 1943 bis 1966 hieß die Gemeinde "Uaupés", nach dem Vaupés-Fluss. 1968 wurde sie zum Gebiet der nationalen Sicherheit erklärt.

## Klima
Das Klima ist als tropisch klassifiziert, Af nach Köppen-Geiger. Der Niederschlag in São Gabriel da Cachoeira ist hoch, auch während des trockensten Monats. Die Jahresdurchschnittstemperatur in São Gabriel da Cachoeira liegt bei 26,4 °C, die Durchschnittsniederschlagsmenge pro Jahr liegt bei 2909 mm.
Die in São Gabriel da Cachoeira niedrigste je gemessene Temperatur betrug 16,6 °C, gemessen am 19. Juli 1975. Die höchste wurde am 22. September 2002 gemessen: 39,0 °C. Am 30. Mai 1973 wurde die höchste Niederschlagsmenge innerhalb von 24 Stunden, 179,5 mm gemessen.